# Giovanni Lorenzo Bernini
Giovanni Lorenzo Bernini (olykor Gian Lorenzo Bernini), (Nápoly, 1598. december 7. – Róma, 1680. november 28.) itáliai építész, festő, szobrászművész, díszlettervező, Michelangelo barokk stílusának továbbfejlesztője és a közízlés szerint legnagyobb mestere, amiért gyakran nevezik „a barokk atyjának”. Tudatosan alkalmazott, gyakran halmozott eszközei erős, egységes összhatást keltenek. Számos tanítványa és követője volt.

## Családja, gyermekkora

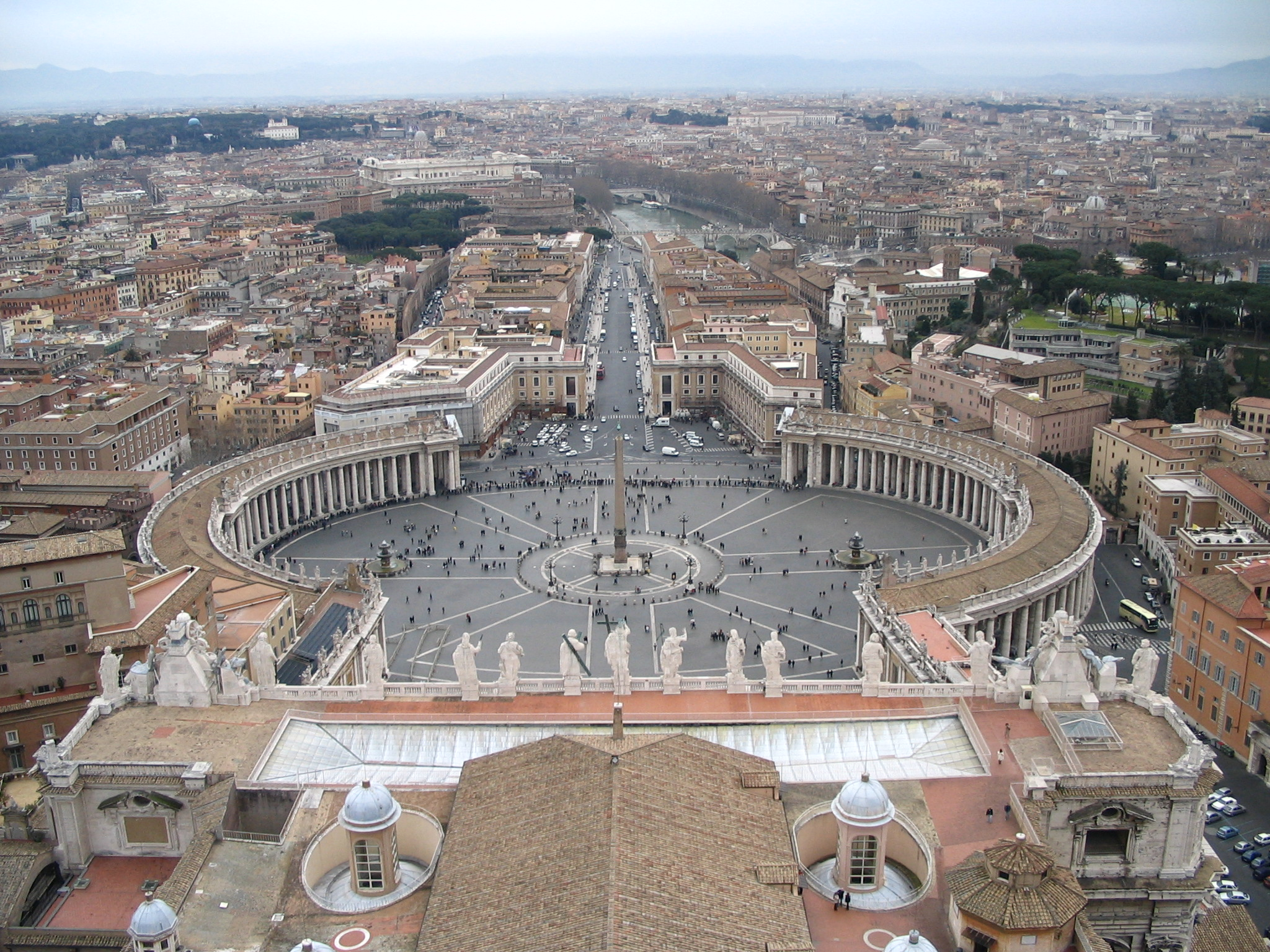
Szent Péter tér, Vatikán

Tanítómestere édesapja, Pietro Bernini volt. 1605 körül a család Scipione Caffarelli-Borghese bíboros meghívására Rómába költözött, ahol az ugyancsak a Borghese-családban született V. Pál pápa néhány jelentősebb munkával bízta meg apját. Ezek közül a legismertebb a Fontana della Barcaccia díszkútja. Az akkor még csak 12 éves Bernini a kezdetektől segített apjának, így:
- a Santa Maria Maggiore-bazilika Paolina-kápolnájában, majd
- a Villa Borghese különféle munkáiban is.

Már Rómában született Bernini öccse, az ugyancsak építész-szobrász Luigi Bernini.
Az ifjú Bernini szobrászként aratta első sikereit; a bíboros főleg mellszobrokat és márvány szoborcsoportokat rendelt tőle. Első jelentősebb munkája az Aineiasz és Ankhiszész lett; ezen még felismerhetők apjának az érett Berniniénél jóval visszafogottabb stílusjegyei. További munkái:
- Parittyás Dávid (1619)
- Perszephoné elrablása (1622)
- Apollón és Daphné (1623–1624, más forrás[2] szerint 1625, mindhárom a római Villa Borghesében)
- Constanza Buonarelli mellszobra (1628 k.)
- Scipione Borghese mellszobra (1632)[3]

Már ezek a korai alkotásai is érett tudásról tanúskodó, természetességükkel megkapó, mozgalmas művek.

### Apollón és Daphné
Ez az alkotás zárja le a Borghese-család számára készült művek sorát, és közülük ez is a legnépszerűbb. Elkészítésében Giuliano Finelli segédkezett. A konstrukció teljesen Berninié: egyedülálló megoldás, ahogy a test elhagyja emberalakját és babérrá alakul. A barokk korban egyre népszerűbbé vált a metamorfózis motívum, amit Bernini teljesen egyedi módon oldott meg. Daphné meztelensége szemet szúrt egyeseknek, de másért nem érhette Berninit bírálat, és Maffeo Barberini magyarázta, hogy „amikor Apollón leszakítja annak a babérfának a levelét, amellyé Daphné változott, megállapította, hogy az íze keserű”:

„Quisquis amans sequitur fugitivae gaudia formae, 

Fronde manus implet, baccas seu carpit amaras.”

(A szerelmes csalóka örömökért kerget formákat, 

De csak leveleket fog, fanyar bogyónál nem jut neki egyéb.)
Daphnét a tisztaság motívumának is tartják, mert a vágytól menekülve változik babérrá. A Borghese-palota egyik fő éke.

## Bernini, az építész
VIII. Orbán pápa uralkodása alatt lett Bernini Róma legtekintélyesebb építésze. IX. Ince pápa egy ideig mellőzte, de aztán maga is meggyőződött Bernini művészi értékeiről.
Első monumentális művét, a római Szent Péter-bazilika aranyozott bronz tabernákulumát 1624-ben rendelte meg a pápa, és Bernini 1633-ban fejezte be művet. A kupola alatt emelkedő hatalmas, közel 30 méter magas főoltár csavart fekete gránitoszlopokon nyugvó baldachinjával megkapó módon élénkíti az óriási belső teret. Ahogy a munka haladt, és a pápa meggyőződött arról, hogy érdemleges emberre bízta, 1629-ben Carlo Maderno halála után őt nevezte ki a templom építészévé, majd még ebben az évben rá bízta a család római palotájának építését is: a Palazzo Barberiniben Bernini tervezte:
- a Colosseum-motívumos homlokzatot és
- az elliptikus alaprajzú belső lépcsőházat.[3]

1627-ben tervezte:
- a Propaganda Fide palota homlokzatát és
- a Szent Ágoston-templom főoltárát.[4]

1629-től építette a Barberini-palota három rizalittal tagolt homlokzatát. Ennek fő nevezetességei a második emelet távlatszerűen rövidülő ablakbélletei és az oszlopokon nyugvó, ovális lépcső.
A Szent Péter-bazilika fő homlokzatára két harangtornyot tervezett. Ezek egyike föl is épült, de repedezni kezdett, emiatt lebontották. 1882-ben eltávolították azt a két alacsony tornyot is, amelyekkel a Pantheont díszítette (gúnyolói ezeket ezeket „Bernini szamárfüleinek” hívták), és emiatt átmenetileg sokat veszített hírnevéből.
A bazilikában eleinte főleg a kupola alatti négy pillér díszítése foglalkoztatta; ide állította később (1638-ban) Szent Longinus igen hatásos alakját. 1644-ben kezdte faragni a bazilika főbejárata fölé tervezett Legeltesd báránykáimat márványreliefet, de ezt végül csak 1656-ban emelték helyére. 1647-ben a templomhajó pilasztereit díszítette. 1646-ban állította fel egyik fő művét, Szent Péter trónusát a bazilika hátsó oltáraként.

### A Szent Péter tér
A templom befejezése után szükségessé vált egy olyan tér kialakítása az épület előtt, ahol a hívek részt vehettek az egyházi ünnepségeken és láthatták a körmeneteket. A tér monumentális megjelenését kétoldali oszlopsorral emelte ki,

### Szent Péter trónusa
A Szent Péter-bazilika belsejébe tervezett művei közül a trónus (Cathedra Petri) készült el utoljára, a negyvenéves pályafutás afféle csúcsaként. A monumentális alkotás először az Angyal-híd végét jelző apszisban kapott helyet. Az egykori helytartó sírja feletti baldachinnal optikailag egyesítette a trónust, majd ezeket művészi egységbe foglalta. Ahogyan boldog Ludovica Albertoni síremlékét, a trónust is főleg természetes fényekkel világítja meg; a kompozíció szerves részei az ablak. A Szentlélek jelképét glória övezi. A látomást keltő hatásokat felhőkkel, sugarakkal és angyalok kórusával érte el. A katedrát kíséri fel a „fellegekbe” két keleti egyháztanító – Szent Ágoston, Szent Ambrus – és Alexandriai Szent Atanáz, vele pedig Aranyszájú Szent János kapott párosítást. Ezek az egyházatyák a világra kiterjedő hatalmat fejezik ki, s e hatalomnak a forrása a Szentlélek.

### Coronaro-kápolna

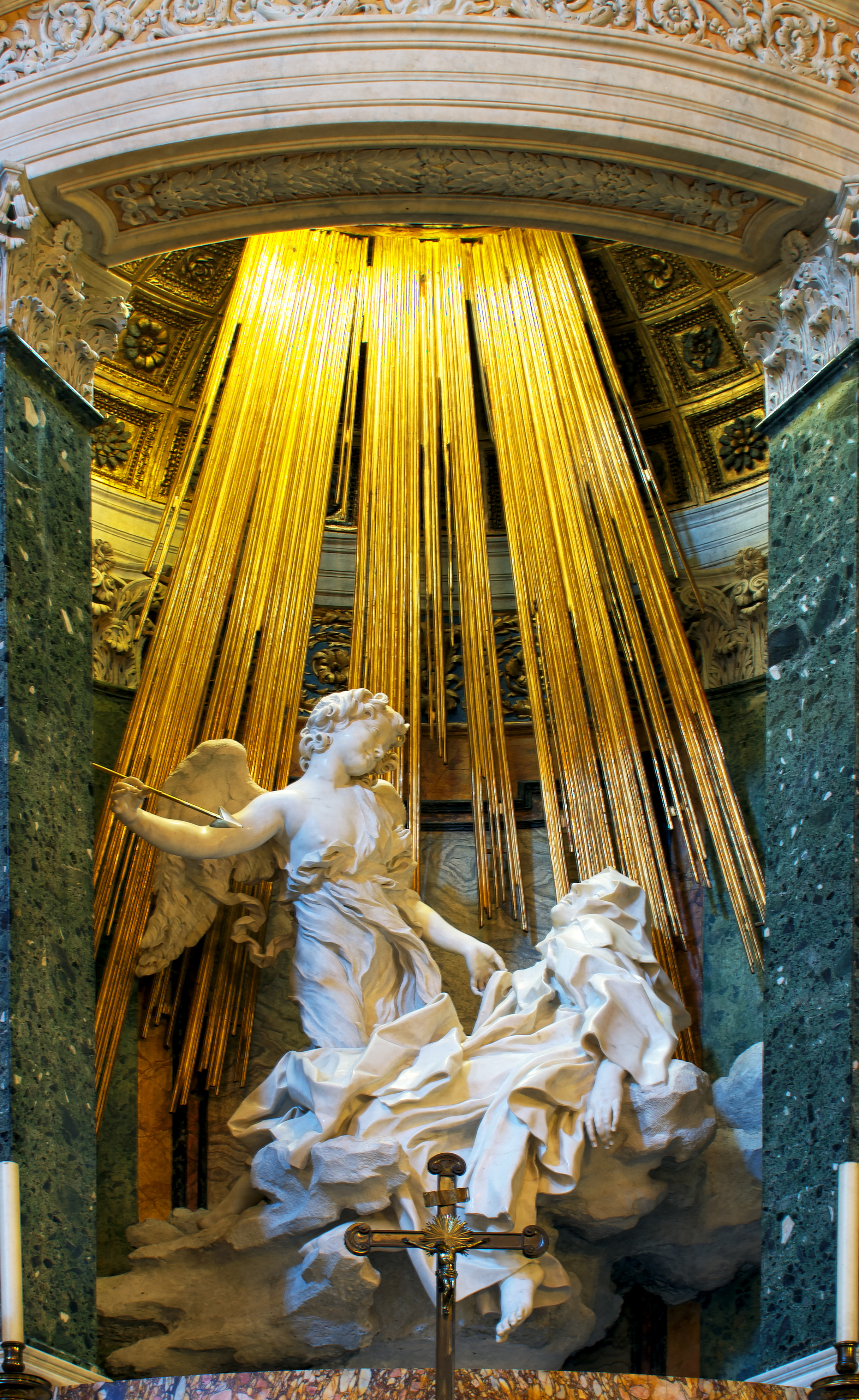
Szent Teréz extázisa

1644–1646 között készítette el és rendezte a Santa Maria della Vittoria-templomban a Cornaro-kápolnát. Ennek főalakja, Ávilai Szent Teréz elragadtatása a művész talán leghíresebb szobra.

### Palazzo Montecitorio
Ezt a palotát 1650-ben építette középrizalittal. A ferdén hátrahúzódó szárnyakat Carlo Fontano fejezte be a tervektől eltérő vonalvezetéssel.

## Bernini, a szobrász

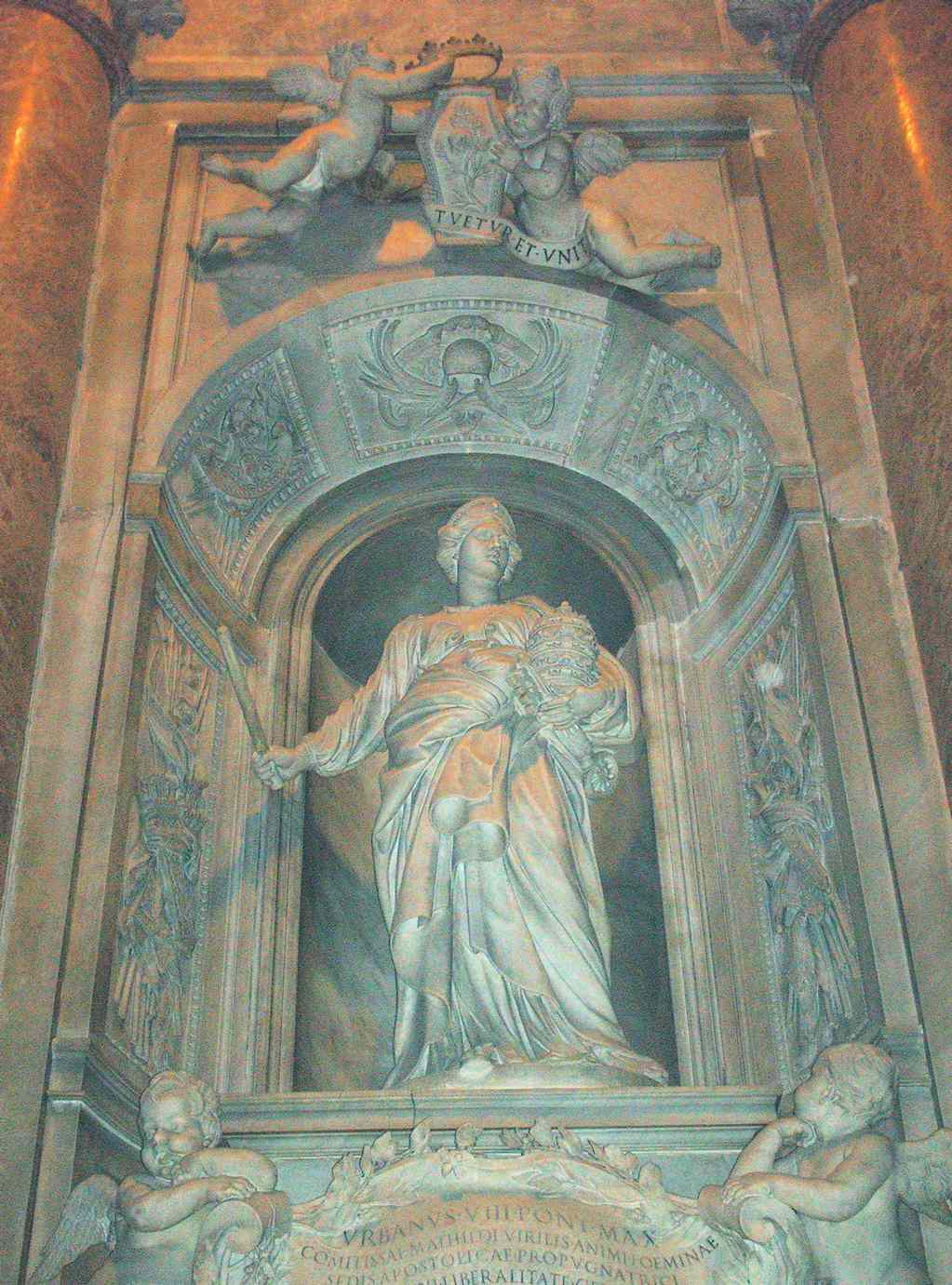
Mathilde di Canossa szobra, San Pietro, Róma, Vatikán

Ifjonti mellszobrai közül több elkallódott, de megmaradt, kiemelkedően életteljes:
- fő megrendelője, VIII. Orbán pápa (1647), valamint
- Gabriel Fonseca képmása

A pápán kívül is több jeles kortársát faragta meg:
- Scipione Caffarelli-Borghese bíboros (Róma, Villa Borghese)
- X. Ince pápa
- VII. Sándor pápa (1671–1678)
- I. Károly angol király,
- XIV. Lajos francia király.[3]

XIV. Lajosról készített egy lovasszobrot is, ez azonban annyira nem sikerült, hogy átalakították Curtius szobrává, jelenleg Versailles-ban áll..
Híres motívuma a csontváz képében ábrázolt Halál, amelyet Alessandro Valtrini síremlékén (Róma, San Lorenzo in Damaso) is alkalmazott.
A lélek „belső” és a test „külső” nyugtalanságát egyszerre hangsúlyozó vonalvezetésének kiemelkedő példája Beata Ludovica Albertini nyugtalan hatású szobra (San Francesca da Lipa).

## Köztéri alkotásai, épületei

### Róma kútjai
Jelentős alkotásai a Róma köztereit ékítő díszkutak:
- Triton-kút (Fontana del Tritone), 1642—1643 a Piazza Barberinin
- Négy folyam kútja (Fontana del Quattro Fiumi), 1648—1651 a Piazza Navona közepén
- a Santa Maria Sopra Minerva templom előtti kis kút a hátán obeliszket hordó elefánttal[3]

Nem épített sok kutat, de azokkal óriási hatást ért el. Római kútjait építve szakított a Firenzében használt, hagyományos kútformákkal. Baldinucci szerint „a jó építésznek a díszkutakat fel kell ruháznia valamilyen jelentéssel: igazi tartalommal vagy olyasmivel, ami neves dologra utal”. Bernini ezt a realisztikus elemek alkalmazásával segítette. A figurális elemeket merőben szokatlan módon faragatlan sziklákkal kombinálta, az enyhe vízsugaracskákat pedig elemi erejű vízfolyamokkal váltotta fel; ezek morajával érzékeltetve a beteljesülést, az élet megteremtését.

#### Négy folyam kútja
X. Ince pápa kegyét a római Piazza Navona Négy folyó kútja (Fontana dei Quattro Fiumi) díszkútjának tervével nyerte el. A szökőkút közepén álló obeliszk talapzatának főalakjai a világ négy nagy folyamát, a Gangeszt (Ázsia), a Dunát (Európa), a Río de la Platát (Amerika) és a Nílust (Afrika) szimbolizálják. A tévhit szerint Amerika folyamistene azért van az ábrázolt pózban, hogy elkapja a Sant'Agnese in Agone-templomot, ha össze akarna dőlni. Ez még a templom építésénél gondolták így.

#### Triton-kút
A kútból (1642–1643) főalakja egy tömbként magaslik ki, és megformálásához egyszerre használt természeti és mitikus elemeket. A tengeristen-kagyló-hal elemeket olyan egységbe olvasztotta, mintha egy tündérmese közepébe csöppentünk volna. Összképéről VIII. Orbán pápa juthat eszünkbe. A kútban megjelenő alakok ugyanis őt jelképezték: Tritón és Neptunus együtt csillapította le a hullámokat, hogy a trójaiak biztonságban szökhessenek a görögök elől, és így közvetve hozzájárultak Róma megalapításához. A delfinek a szeretet jelképei és a jó uralkodó attribútumai, a hullámok pedig a bőséget jelképezik.

#### Trevi-kút
Az ő tervei alapján épült a 18. században a híres Trevi-kút is.

### Monumentális síremlékei
Bármilyen műfajban alkotott is Bernini, a hagyomány iránti tisztelete és az újítások szellemében mindig újult erővel közelítette meg az éppen aktuális feladatát. Jelentőségteljes alkotásoknak számítottak a síremlékek, szentek szobrai. VIII. Orbán síremlékével a pápai emlékmű új típusát alkotta meg. Ez az emlékmű azért volt jelentős, mert ő volt a folytató építtetője a Szent Péter-bazilikának, így helyet kellett biztosítani a számára. Továbbá azért jelentős ez a síremlék, mert Bernini úgy tervezte, hogy a főapszisban kapjon helyet a mű, vele szemben pedig az a pápa (III. Pál) nyugodott, aki Michelangelóra bízta a bazilika keleti részének építését. Orbán síremléke fal mellett helyezkedik el, és a sírt két oldalról a Szeretet és Igazság allegorikus alakjai veszik közre. Mindemellett Bernini mikor áthelyezte III. Pál pápa síremlékét. Az ő négy allegorikus alakjából csak kettőt tartott meg, az Igazság és Bölcsesség (Iustitia és Prudencia) szobrát, amelyeket VIII. Orbán földi helytartónak két erényével, a Szeretettel és Igazsággal (Justitia és Caritas) állított szembe. A monumentális szarkofág mögött a Halál is feltűnni látszik, aki az emlékezés és végtelenség könyvébe írja be a pápa nevét, de itt egy nagyon érdekes paradoxonnal találkozunk, mert az életnek véget vető halál, így lesz halhatatlanságának ékes bizonyítéka. Az Igazság és Szeretet szobrát ő maga faragta ki. A munkát négy évvel a pápa megválasztása után kezdte, és húsz múlva, három évvel annak halála után három évvel fejezte be. A művet 1647. február 9-én]] lepleztek le.
1656-ban rendelte meg tőle a művészeket, művészeteket gazdagon támogató Agostino Chigi és fivére a Santa Maria del Popolo templomban (olaszul 'a nép Szűz Máriája temploma') a Chigi-kápolnát, amelyben a szoborcsoport két alakja Dávid és Habakuk.
A sienai dóm Chigi-kápolnáját Mária Magdolna és Szent Jeromos szobraival alakította ki.

### Paloták
Új, architektikus helyett naturalisztikus alapeszmét vitt műveibe. A palotaépítésre kivált a római Palazzo Barberini erősen tagolt elrendezésével hatott;
- a Palazzo Montecitorio (eredetileg Palazzo Ludovisi) és
- a Palazzo Chigi-Odescalchi egyszerűbb, előkelő nyugalmú mű.

X. Ince pápa, majd VII. Sándor pápa idejében képezte ki a Szent Péter-bazilika színes belsejét, alkotta meg segédeivel a templom óriási szobrait és 1656-65 között készült el a templom szentélyében Szent Péter trónusa.

### Utolsó évei
Változatos alaprajzú épületeket emelt:
- a Sant'Andrea al Quirinale-templom (1658–70 alaprajza ovális,
- a Castel Gandolfóban San Tommaso di Villanova (1658–1661) alapja görögkereszt,
- az Aricciában álló Santa Maria dell'Assunzione-templom (1662–1664) alaprajza kör.[3]

A római Palazzo Chigi-Odescalchi (1664) nagypilaszteres homlokzata a kora barokk palotaépítészet egyfajta modelljévé nemesedett szerte Közép-Európában.
1665-ben XIV. Lajos Párizsba hívta a Louvre déli továbbépítésének tervezésére. Szinte fejedelmi tisztességben fogadták, és el is kezdték az általa tervezett átalakításokat, de aztán koncepciót váltottak, és a kolonnádot (stb.) végül francia építészek tervei alapján építették meg. Eközben faragta meg a király mellszobrát, amely a versailles-i kastélyban látható.

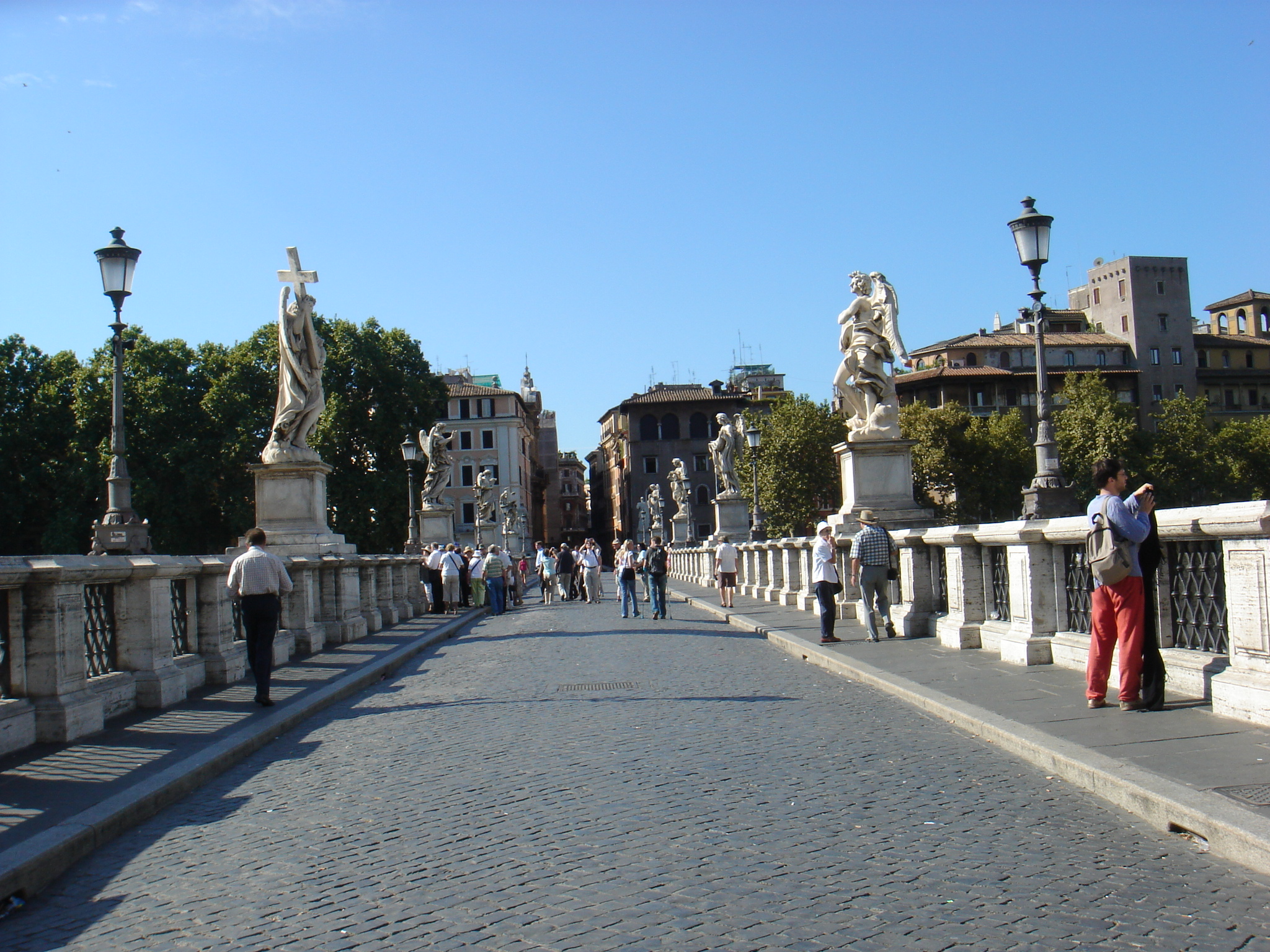
A Ponte Sant'Angelo szobrai

Hazatérve is sokat dolgozott. Különösen kiemelendő művei:
- az Angyal-híd (Ponte Sant'Angelo) újjáépítése (1669–70) — a 10 angyalt vázlatai után segédjei faragták.
- 1678-ban készült el VII. Sándor pápa síremléke a Szent Péter-bazilikában,

## Stílusa

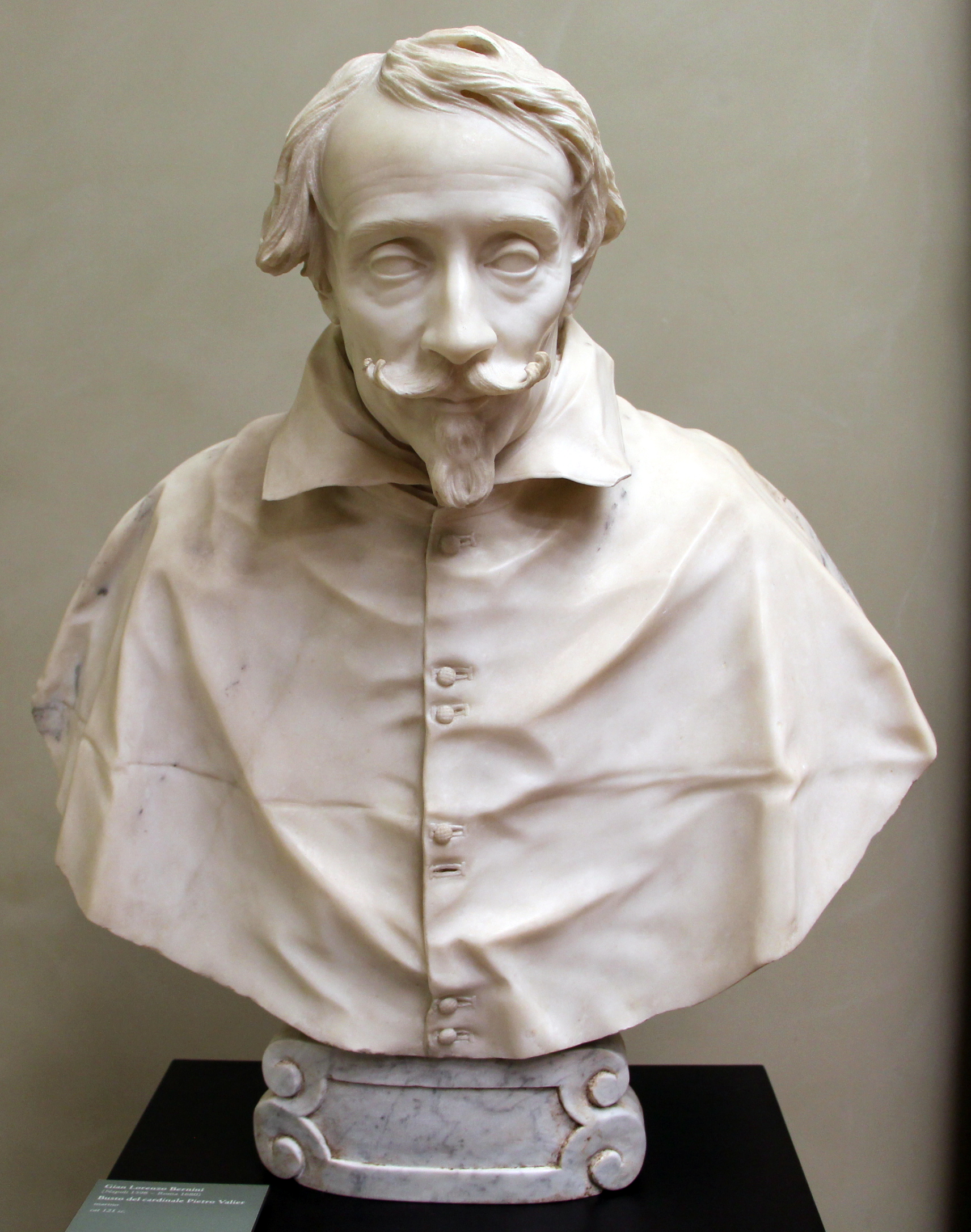
Pietro Valier mellszobra

Stílusát a szilárd formák elmosódása, a fény és árnyék váltakozásának festőisége jellemezte avégett, hogy a részletek feloldódjanak az összhatásban, az egységes kompozícióban. Mesteri szaktudással érzékeltette a hús lágyságát, a kelmék-csipkék anyagát anélkül, hogy valaha is az ízléstelenségbe tévedt volna. A márványfelületeket időnként fúróval lazította fel, azokból darabokat vágott ki, a márványt fényezte.
Szerette ábrázolni a szokatlant: kicsavart mozdulatokat, bonyolult testtartást. Az összeszorított ajkak elszántságot sugallanak, az összhatás mozgalmas, diszharmonikus.
Egyesek zseniként tisztelték, mások viszont elítélték, mert elvetette a mértékletességet és harmóniát. Technikai tudását még azok is elismerték, akik nem rokonszenveztek vele. A reneszánsz egyetemesség utolsó fontos alakja és egyúttal az első sokoldalú barokk mester rengeteg egyéni vonással. Pályáját siker övezte, Michelangelo Buonarroti zsenialitását és Peter Paul Rubens szervezőkészségét ötvözte magában.
Művészetére alaposan rányomta a bélyegét a római katolikus egyház, és főleg a pápai hatalom. Királyi, főúri és pápai mecénások irányították. A tridenti zsinat utáni egyház mély benyomást keltő szimbolikus formákkal akarta érzékeltetni a pápai hatalom mindenek (konkrétan az eretnekség) feletti győzedelmét, és ennek a legjobb közvetítője Bernini lett. A 17. században olasz pápák követték egymást, az ő kezükben egyesült a hatalom. Ilyen lehetőség jutott a korban a Borgheséknek (V. Pál), a Ludovisiknek (XV. Gergely), a Barberiniknek (VIII. Orbán), a Pamphiliknek (X. Ince), a Chigiknek (VII. Sándor), a Rospigliosiknak (IX. Kelemen), az Altieriknek (X. Kelemen) és végül, de nem utolsósorban az Odescalchiaknak (XI. Ince). Ezt szem előtt tartva kell tehát vizsgálni Bernini munkásságát, akinek támogatói között ilyen neves pápai mecénások állnak.